# Skrybonia (żona Marka Licyniusza Krassusa Frugi konsula w 27 n.e.)
Skrybonia III (Scribonia, zm. 47 n.e.) – córka Lucjusza Skryboniusza Libona, konsula w 16 n.e., żona Marka Licyniusza Krassusa Frugi, konsula w 27 n.e.
Dzieci:
- Gnejusz Pompejusz Magnus, mąż Klaudii Antonii, córki cesarza Klaudiusza
- Marek Licyniusz Krassus Frugi
- Licyniusz Krassus Skrybonianus
- Licynia Magna
- Lucjusz Kalpurniusz Pizon Frugi Licynianus, adoptowany i przeznaczony na następcę przez cesarza Galbę